# Atletika na Letních olympijských hrách 2024
Atletické disciplíny na Letních olympijských hrách 2024 v Paříži probíhaly od 1. do 11. srpna 2024 na stadionu Stade de France. Na programu bylo celkově 48 disciplín (23 mužských, 23 ženských a 2 smíšené štafety).

## Medailisté

### Muži
| Disciplína         | Zlato | Výkon       | Stříbro                                                                                           | Výkon        | Bronz | Výkon        |
| ------------------ | --- | ----------- | ------------------------------------------------------------------------------------------------- | ------------ | --- | ------------ |
| 100 m              | Noah Lyles · Spojené státy americké (USA)                                                                                  | 9,79 (.784) | Kishane Thompson · Jamajka (JAM)                                                                  | 9,79 (.789)  | Fred Kerley · Spojené státy americké (USA) | 9,81         |
| 200 m              | Letsile Tebogo · Botswana (BOT)                                                                                            | 19,46       | Kenny Bednarek · Spojené státy americké (USA)                                                     | 19,62        | Noah Lyles · Spojené státy americké (USA) | 19,70        |
| 400 m              | Quincy Hall · Spojené státy americké (USA)                                                                                 | 43,40       | Matthew Hudson-Smith · Velká Británie (GBR)                                                       | 43,44        | Muzala Samukonga · Zambie (ZAM) | 43,74        |
| 800 m              | Emmanuel Wanyonyi · Keňa (KEN)                                                                                             | 1:41,19     | Marco Arop · Kanada (CAN)                                                                         | 1:41,20      | Džamál Sedžatí · Alžírsko (ALG) | 1:41,50      |
| 1500 m             | Cole Hocker · Spojené státy americké (USA)                                                                                 | 3:27,85     | Josh Kerr · Velká Británie (GBR)                                                                  | 3:27,79      | Yared Nuguse · Velká Británie (GBR) | 3:27,80      |
| 5000 metrů         | Jakob Ingebrigtsen · Norsko (NOR)                                                                                          | 13:13,16    | Ronald Kwemoi · Keňa (KEN)                                                                        | 13:15,04     | Grant Fisher · Spojené státy americké (USA) | 13:15,13     |
| 10 000 metrů       | Joshua Cheptegei · Uganda (UGA)                                                                                            | 26:43.14    | Berihu Aregawi · Etiopie (ETH)                                                                    | 26:43.44     | Grant Fisher · Spojené státy americké (USA) | 26:43.46     |
| Maratonský běh     | Tamirat Tola · Etiopie (ETH)                                                                                               | 2:06:26     | Bashir Abdi · Belgie (BEL)                                                                        | 2:06:47      | Benson Kipruto · Keňa (KEN) | 2:07:00      |
| 110 m překážek     | Grant Holloway · Spojené státy americké (USA)                                                                              | 12,99       | Daniel Roberts · Spojené státy americké (USA)                                                     | 13,09 (.085) | Rasheed Broadbell · Jamajka (JAM) | 13,09 (.088) |
| 400 metrů překážek | Rai Benjamin · Spojené státy americké (USA)                                                                                | 46,46       | Karsten Warholm · Norsko (NOR)                                                                    | 47,06        | Alison dos Santos · Brazílie (BRA) | 47,26        |
| 3000 m překážek    | Sufján al–Bakkálí · Maroko (MAR)                                                                                           | 8:06,05     | Kenneth Rooks · Spojené státy americké (USA)                                                      | 8:06,41      | Abraham Kibiwot · Keňa (KEN) | 8:06,47      |
| 4 × 100 m štafeta  | Kanada (CAN) · Aaron Brown · Jerome Blake · Brendon Rodney · Andre De Grasse                                               | 37,50       | Jihoafrická republika (RSA) · Bayanda Walaza · Shaun Maswanganyi · Bradley Nkoana · Akani Simbine | 37,57        | Velká Británie (GBR) · Jeremiah Azu · Louie Hinchliffe · Nethaneel Mitchell-Blake · Zharnel Hughes · Richard Kilty (rozběh)                        | 37,61        |
| 4 × 400 m štafeta  | Spojené státy americké (USA) · Christopher Bailey · Vernon Norwood · Bryce Deadmon · Rai Benjamin · Quincy Wilson (rozběh) | 2:54,43     | Botswana (BOT) · Bayapo Ndori · Busang Collen Kebinatshipi · Anthony Pesela · Letsile Tebogo      | 2:54,53      | Velká Británie (GBR) · Alex Haydock-Wilson · Matthew Hudson-Smith · Lewis Davey · Charlie Dobson · Samuel Reardon (rozběh) · Toby Harries (rozběh) | 2:55,83      |
| Chůze na 20 km     | Brian Pintado · Ekvádor (ECU)                                                                                              | 1:18:55     | Caio Bonfim · Brazílie (BRA)                                                                      | 1:19:09      | Álvaro Martín · Španělsko (ESP) | 1:19:11      |
| Skok vysoký        | Hamish Kerr · Nový Zéland (NZL)                                                                                            | 236 cm      | Shelby McEwen · Spojené státy americké (USA)                                                      | 236 cm       | Mutaz Essa Baršim · Katar (QAT) | 234 cm       |
| Skok o tyči        | Armand Duplantis · Švédsko (SWE)                                                                                           | 625 cm WR   | Sam Kendricks · Spojené státy americké (USA)                                                      | 595 cm       | Emmanouil Karalis · Řecko (GRE) | 590 cm       |
| Skok do dálky      | Miltiadis Tentoglou · Řecko (GRE)                                                                                          | 848 cm      | Wayne Pinnock · Jamajka (JAM)                                                                     | 836 cm       | Mattia Furlani · Itálie (ITA) | 834 cm       |
| Trojskok           | Jordan Díaz Fortún · Španělsko (ESP)                                                                                       | 17,86 m     | Pedro Pichardo · Portugalsko (POR)                                                                | 17,84 m      | Andy Díaz Hernández · Itálie (ITA) | 17,64 m      |
| Vrh koulí          | Ryan Crouser · Spojené státy americké (USA)                                                                                | 22,90 m     | Joe Kovacs · Spojené státy americké (USA)                                                         | 22,15 m      | Rajindra Campbell · Jamajka (JAM) | 22,15 m      |
| Hod diskem         | Rojé Stona · Jamajka (JAM)                                                                                                 | 70,00 m     | Mykolas Alekna · Litva (LTU)                                                                      | 69,97 m      | Matthew Denny · Austrálie (AUS) | 69,31 m      |
| Hod kladivem       | Ethan Katzberg · Kanada (CAN)                                                                                              | 84,12 m     | Bence Halász · Maďarsko (HUN)                                                                     | 79,97 m      | Mychajlo Kochan · Ukrajina (UKR) | 79,39 m      |
| Hod oštěpem        | Aršad Nadím · Pákistán (PAK)                                                                                               | 92,97 m     | Níradž Čopra · Indie (IND)                                                                        | 89,45 m      | Anderson Peters · Grenada (GRN) | 88,54 m      |
| Desetiboj          | Markus Rooth · Norsko (NOR)                                                                                                | 8796 bodů   | Leo Neugebauer · Německo (GER)                                                                    | 8748 bodů    | Lindon Victor · Grenada (GRN) | 8711 bodů    |

### Ženy
| Disciplína          | Zlato | Výkon     | Stříbro | Výkon     | Bronz | Výkon     |
| ------------------- | --- | --------- | --- | --------- | --- | --------- |
| 100 m               | Julien Alfredová · Svatá Lucie (LCA) | 10,72     | Sha'Carri Richardsonová · Spojené státy americké (USA) | 10,87     | Melissa Jeffersonová · Spojené státy americké (USA) | 10,92     |
| 200 m               | Gabrielle Thomasová · Spojené státy americké (USA) | 21,83     | Julien Alfredová · Svatá Lucie (LCA) | 22,08     | Brittany Brownová · Spojené státy americké (USA) | 22,20     |
| 400 m               | Marileidy Paulinová · Dominikánská republika (DOM) | 48,17     | Salvá Ajd Násirová · Bahrajn (BRN) | 48,53     | Natalia Kaczmareková · Polsko (POL) | 48,98     |
| 800 m               | Keely Hodgkinsonová · Velká Británie (GBR) | 1:56,72   | Tsige Dugumová · Etiopie (ETH) | 1:57,15   | Mary Moraaová · Keňa (KEN) | 1:57,42   |
| 1500 m              | Faith Kipyegonová · Keňa (KEN) | 3:51,29   | Jessica Hullová · Austrálie (AUS) | 3:52,56   | Georgia Bellová · Velká Británie (GBR) | 3:52,61   |
| 5000 m              | Beatrice Chebetová · Keňa (KEN) | 14:28,56  | Faith Kipyegonová · Keňa (KEN) | 14:29,60  | Sifan Hassanová · Nizozemsko (NED) | 14:30,61  |
| 10 000 metrů        | Beatrice Chebetová · Keňa (KEN) | 30:43,25  | Nadia Battoclettiová · Itálie (ITA) | 30:43,35  | Sifan Hassanová · Nizozemsko (NED) | 30:44,12  |
| Maratonský běh      | Sifan Hassanová · Nizozemsko (NED) | 2:22:55   | Tigst Assefaová · Etiopie (ETH) | 2:22:58   | Hellen Onsando Obiriová · Keňa (KEN) | 2:23:10   |
| 100 metrů překážek  | Masai Russellová · Spojené státy americké (USA) | 12,33     | Cyréna Sambaová-Mayelaová · Francie (FRA) | 12,34     | Jasmine Camacho-Quinnová · Portoriko (PUR) | 13,36     |
| 400 metrů překážek  | Sydney McLaughlinová-Levroneová · Spojené státy americké (USA) | 50,37 WR  | Anna Cockrellová · Spojené státy americké (USA) | 51,87     | Femke Bolová · Nizozemsko (NED) | 52,15     |
| 3000 metrů překážek | Winfred Yaviová · Bahrajn (BRN) | 8:52,76   | Peruth Chemutaiová · Uganda (UGA) | 8:53,34   | Faith Cherotichová · Keňa (KEN) | 8:55,15   |
| 4 × 100 m štafeta   | Spojené státy americké (USA) · Melissa Jeffersonová · Twanisha Terryová · Gabrielle Thomasová · Sha'Carri Richardsonová                                                                                         | 41,78     | Velká Británie (GBR) · Dina Asher-Smithová · Imani-Lara Lansiquotová · Amy Huntová · Daryll Neitaová · Bianca Williamsová (rozběh) · Desirèe Henryová (rozběh) | 41,85     | Německo (GER) · Alexandra Burghardtová · Lisa Mayerová · Gina Lückenkemperová · Rebekka Haaseová · Sophia Junková (rozběh)                                                                                            | 41,97     |
| 4 × 400 m štafeta   | Spojené státy americké (USA) · Shamier Littleová · Sydney McLaughlinová-Levroneová · Gabrielle Thomasová · Alexis Holmesová · Quanera Hayesová (rozběh) · Aaliyah Butlerová (rozběh) · Kaylyn Brownová (rozběh) | 3:15,27   | Nizozemsko (NED) · Lieke Klaverová · Cathelijn Peetersová · Lisanne de Witteová · Femke Bolová · Eveline Saalbergová · Myrte van der Schootová                 | 3:19,50   | Velká Británie (GBR) · Victoria Ohuruoguová · Laviai Nielsenová · Nicole Yearginová · Amber Anningová · Yemi Mary Johnová (rozběh) · Hannah Kellyová (rozběh) · Jodie Williamsová (rozběh) · Lina Nielsenová (rozběh) | 3:19,72   |
| Chůze na 20 km      | Jang Ťia-jü · Čína (CHN) | 1:25:54   | María Pérez García · Španělsko (ESP) | 1:26:19   | Jemima Montagová · Austrálie (AUS) | 1:26:25   |
| Skok vysoký         | Jaroslava Mahučichová · Ukrajina (UKR) | 200 cm    | Nicola Olyslagersová · Austrálie (AUS) | 200 cm    | Eleanor Pattersonová · Austrálie (AUS) Iryna Geraščenková · Ukrajina (UKR) | 195 cm    |
| Skok o tyči         | Nina Kennedyová · Austrálie (AUS) | 490 cm    | Katie Moonová · Spojené státy americké (USA) | 485 cm    | Alysha Newmanová · Kanada (CAN) | 485 cm    |
| Skok do dálky       | Tara Davisová-Woodhallová · Spojené státy americké (USA) | 710 cm    | Malaika Mihambo · Německo (GER) | 698 cm    | Jasmine Mooreová · Spojené státy americké (USA) | 696 cm    |
| Trojskok            | Thea LaFondová · Dominika (DMA) | 15,02 m   | Shanieka Rickettsová · Jamajka (JAM) | 14,87 m   | Jasmine Mooreová · Spojené státy americké (USA) | 14,67 m   |
| Vrh koulí           | Yemisi Ogunleyeová · Německo (GER) | 20,00 m   | Maddi Wescheová · Nový Zéland (NZL) | 19,86 m   | Sung Ťia-jüan · Čína (CHN) | 19,32 m   |
| Hod diskem          | Valarie Allmanová · Spojené státy americké (USA) | 69,50 m   | Feng Pin · Čína (CHN) | 67,51 m   | Sandra Elkasevićová · Chorvatsko (CRO) | 67,51 m   |
| Hod kladivem        | Camryn Rogersová · Kanada (CAN) | 76,97     | Annette Echikunwokeová · Spojené státy americké (USA) | 75,48 m   | Ťie Čao · Čína (CHN) | 74,27 m   |
| Hod oštěpem         | Haruka Kitagučiová · Japonsko (JPN) | 65,80 m   | Jo-Ane van Dyková · Jihoafrická republika (RSA) | 63,93 m   | Nikola Ogrodníková · Česko (CZE) | 63,68 m   |
| Sedmiboj            | Nafissatou Thiamová · Belgie (BEL) | 6880 bodů | Katarina Johnsonová-Thompsonová · Velká Británie (GBR) | 6844 bodů | Noor Vidtsová · Belgie (BEL) | 6707 bodů |

### Smíšené
| Disciplína                  | Zlato                                                                                  | Výkon   | Stříbro                                                                                             | Výkon   | Bronz                                                                                             | Výkon   |
| --------------------------- | -------------------------------------------------------------------------------------- | ------- | --------------------------------------------------------------------------------------------------- | ------- | ------------------------------------------------------------------------------------------------- | ------- |
| štafeta 4 × 400 m           | Nizozemsko (NED) · Eugene Omalla · Lieke Klaverová · Isaya Klein Ikkink · Femke Bolová | 3:07,43 | Spojené státy americké (USA) · Vernon Norwood · Shamier Littleová · Bryce Deadmon · Kaylyn Brownová | 3:07,74 | Velká Británie (GBR) · Samuel Reardon · Laviai Nielsenová · Alex Haydock-Wilson · Amber Anningová | 3:08,01 |
| maratonská chodecká štafeta | Španělsko (ESP) · Álvaro Martín · María Pérez García                                   | 2:50:31 | Ekvádor (ECU) · Brian Pintado · Glenda Morejónová                                                   | 2:51:22 | Austrálie (AUS) · Rhydian Cowley · Jemima Montagová                                               | 2:51:38 |

## Přehled medailí
| Pořadí | Země   | Zlato | Stříbro | Bronz | Celkem |
| celkem | celkem | 0     | 0       | 0     | 0      |
| ------ | ------ | ----- | ------- | ----- | ------ |